# Najas oguraensis
Najas oguraensis är en dybladsväxtart som beskrevs av Shigeru Miki. Najas oguraensis ingår i släktet najasar, och familjen dybladsväxter. Inga underarter finns listade.

## Bildgalleri

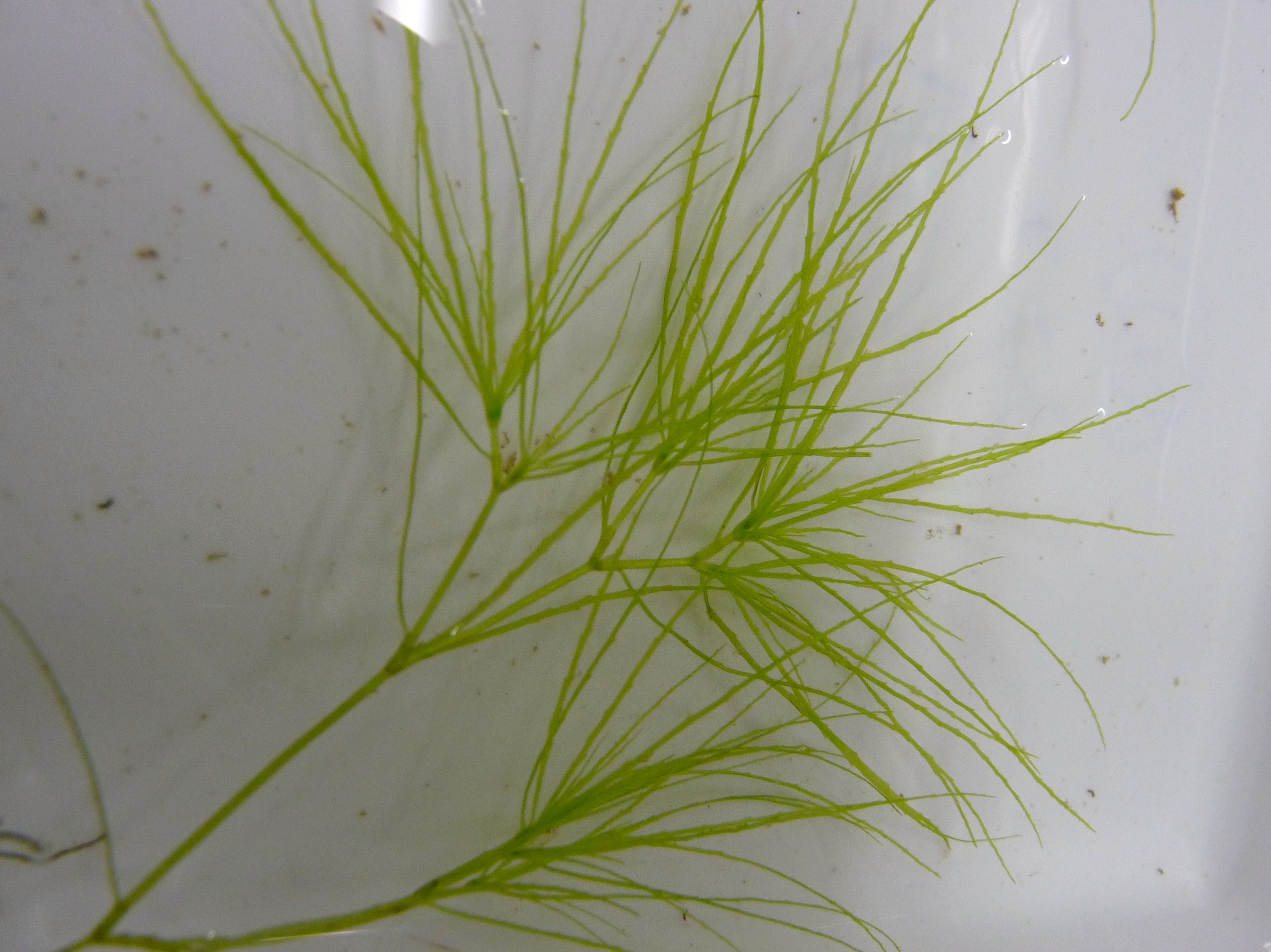